# Pont-Noyelles
Pont-Noyelles és un municipi francès situat al departament del Somme i a la regió dels Alts de França. L'any 2007 tenia 726 habitants.

## Demografia

### Població

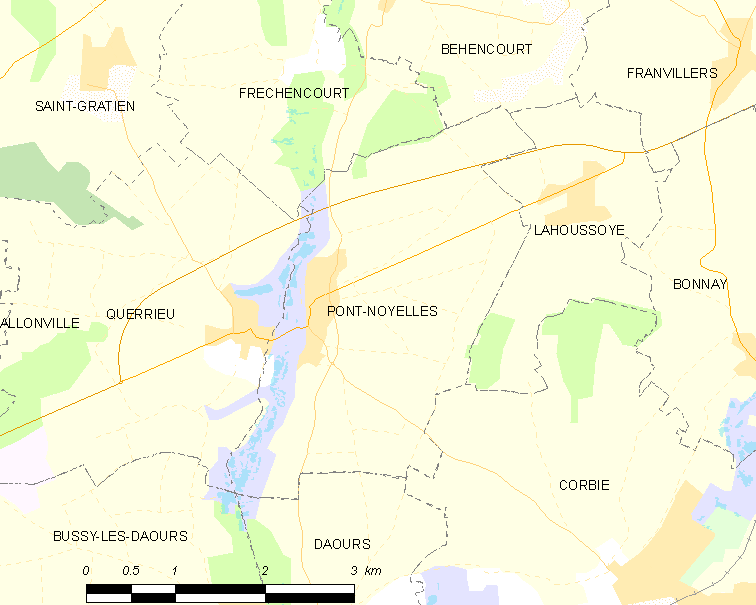

El 2007 la població de fet de Pont-Noyelles era de 726 persones. Hi havia 278 famílies de les quals 48 eren unipersonals (24 homes vivint sols i 24 dones vivint soles), 115 parelles sense fills, 107 parelles amb fills i 8 famílies monoparentals amb fills.

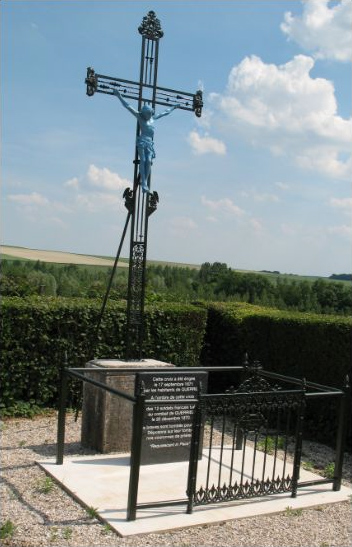

La població ha evolucionat segons el següent gràfic:
Habitants censats

### Habitatges

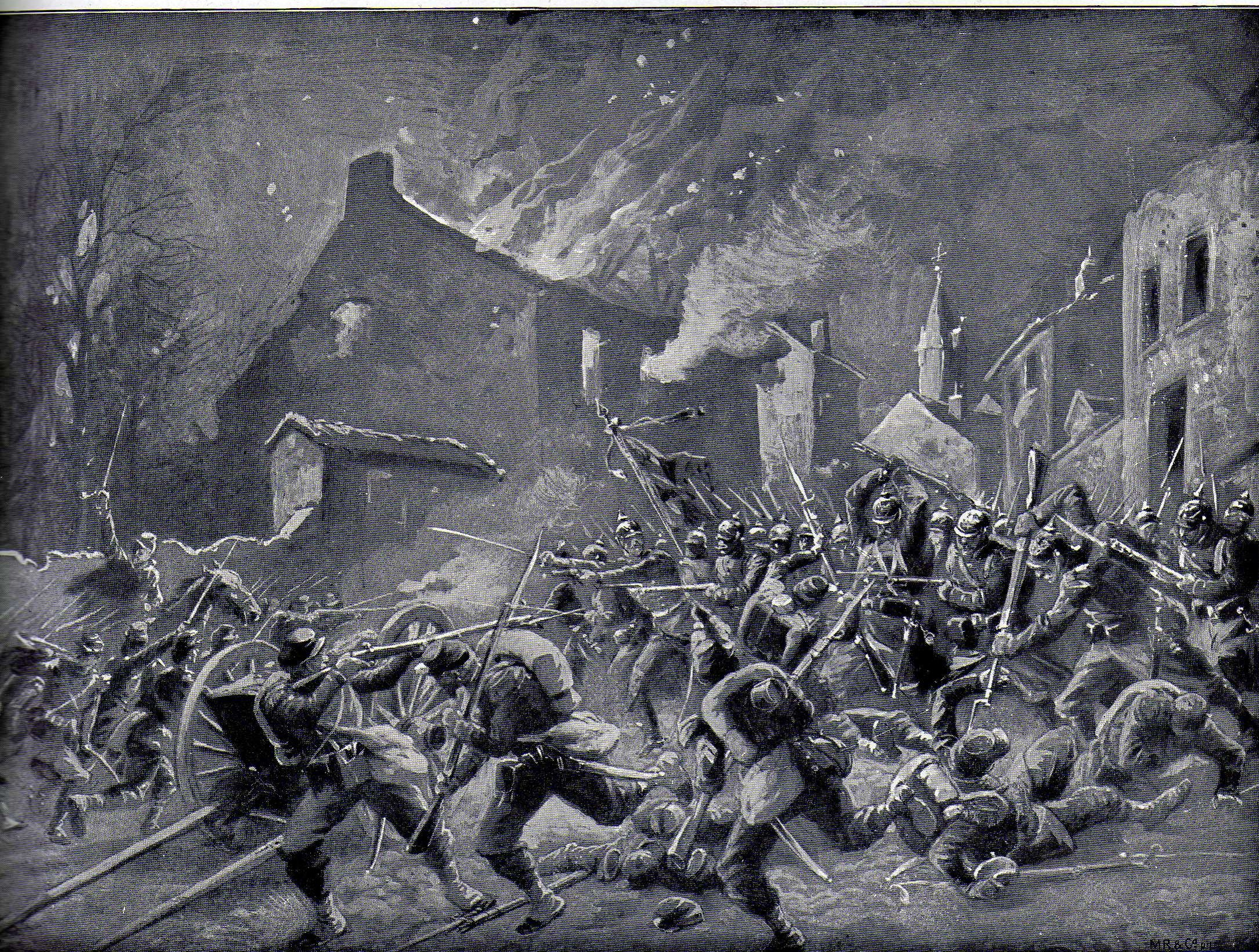
batalla de Point-Noyelles

El 2007 hi havia 301 habitatges, 285 eren l'habitatge principal de la família, 2 eren segones residències i 14 estaven desocupats. 297 eren cases i 3 eren apartaments. Dels 285 habitatges principals, 257 estaven ocupats pels seus propietaris, 24 estaven llogats i ocupats pels llogaters i 4 estaven cedits a títol gratuït; 1 tenia una cambra, 8 en tenien dues, 19 en tenien tres, 69 en tenien quatre i 188 en tenien cinc o més. 229 habitatges disposaven pel capbaix d'una plaça de pàrquing. A 114 habitatges hi havia un automòbil i a 160 n'hi havia dos o més.

### Piràmide de població
La piràmide de població per edats i sexe el 2009 era:
| Homes | Edats   | Dones |
| ----- | ------- | ----- |
| 0     | 95 o +  | 0     |
| 4     | 90 a 94 | 0     |
| 4     | 85 a 89 | 4     |
| 0     | 80 a 84 | 4     |
| 20    | 75 a 79 | 20    |
| 4     | 70 a 74 | 12    |
| 8     | 65 a 69 | 16    |
| 8     | 60 a 64 | 8     |
| 24    | 55 a 59 | 12    |
| 44    | 50 a 54 | 44    |
| 44    | 45 a 49 | 28    |
| 40    | 40 a 44 | 32    |
| 32    | 35 a 39 | 48    |
| 24    | 30 a 34 | 12    |
| 20    | 25 a 29 | 20    |
| 32    | 20 a 24 | 20    |
| 36    | 15 a 19 | 32    |
| 32    | 10 a 14 | 20    |
| 32    | 5 a 9   | 24    |
| 16    | 0 a 4   | 12    |

## Economia

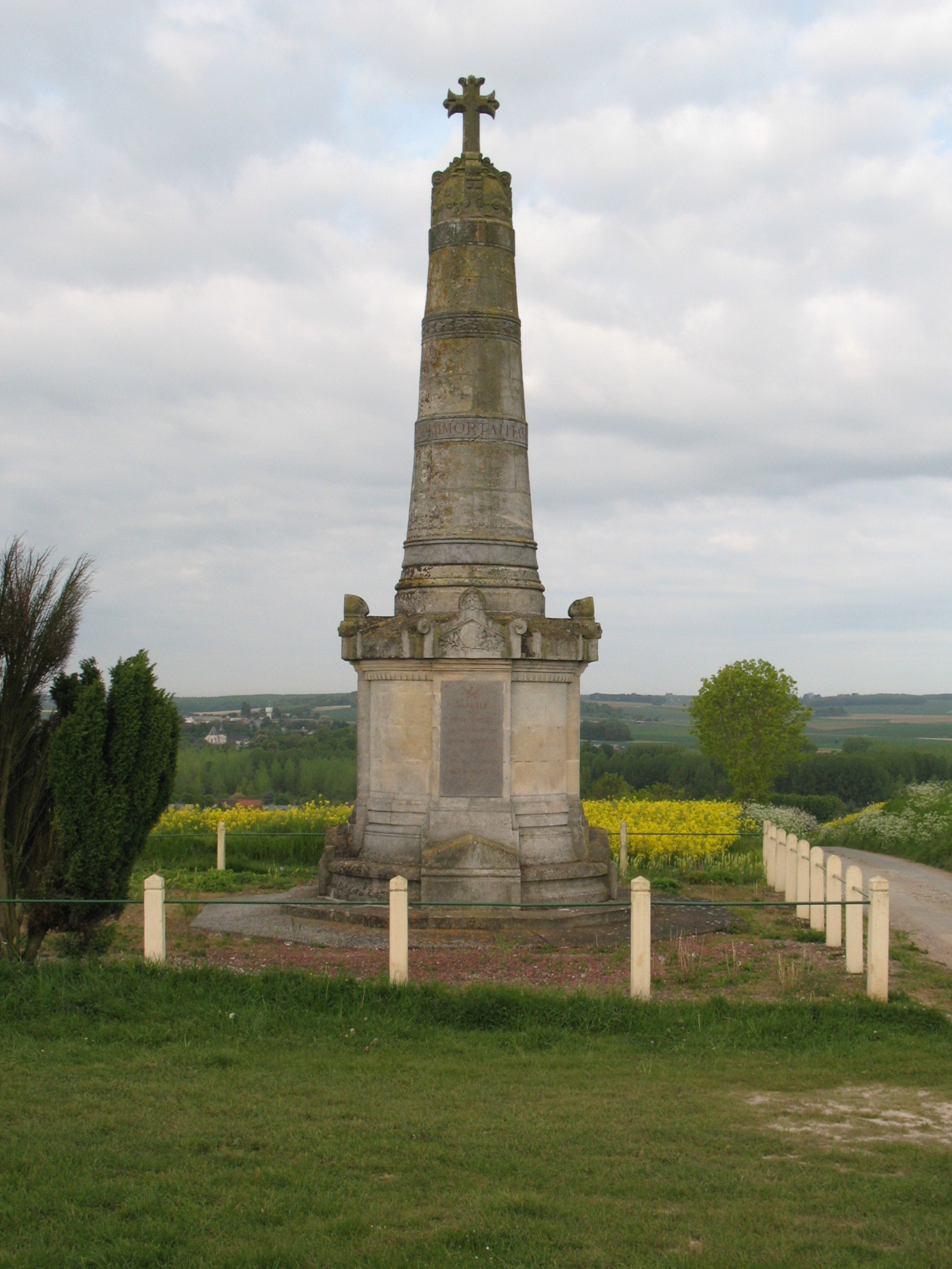

El 2007 la població en edat de treballar era de 529 persones, 378 eren actives i 151 eren inactives. De les 378 persones actives 356 estaven ocupades (193 homes i 163 dones) i 22 estaven aturades (12 homes i 10 dones). De les 151 persones inactives 76 estaven jubilades, 43 estaven estudiant i 32 estaven classificades com a «altres inactius».

### Ingressos
El 2009 a Pont-Noyelles hi havia 284 unitats fiscals que integraven 744 persones, la mediana anual d'ingressos fiscals per persona era de 20.099 €.

### Activitats econòmiques
Dels 10 establiments que hi havia el 2007, 1 era d'una empresa de construcció, 1 d'una empresa de comerç i reparació d'automòbils, 1 d'una empresa de transport, 1 d'una empresa d'hostatgeria i restauració, 1 d'una empresa financera, 1 d'una empresa immobiliària, 2 d'empreses de serveis i 2 d'entitats de l'administració pública.
Dels 3 establiments de servei als particulars que hi havia el 2009, 1 era una autoescola, 1 guixaire pintor i 1 agència immobiliària.
L'any 2000 a Pont-Noyelles hi havia 13 explotacions agrícoles que ocupaven un total de 480 hectàrees.

## Equipaments sanitaris i escolars
El 2009 hi havia una escola elemental integrada dins d'un grup escolar amb les comunes properes formant una escola dispersa.

## Poblacions properes
El següent diagrama mostra les poblacions més properes.